# Seaman
Seaman és una població dels Estats Units a l'estat d'Ohio. Segons el cens del 2000 tenia 1.039 habitants.

## Demografia
Segons el cens del 2000, Seaman tenia 1.039 habitants, 407 habitatges, i 271 famílies. La densitat de població era de 393,3 habitants per km².
Dels 407 habitatges en un 33,9% hi vivien nens de menys de 18 anys, en un 52,1% hi vivien parelles casades, en un 11,1% dones solteres, i en un 33,2% no eren unitats familiars. En el 29,5% dels habitatges hi vivien persones soles el 15,5% de les quals corresponia a persones de 65 anys o més que vivien soles. El nombre mitjà de persones vivint en cada habitatge era de 2,55 i el nombre mitjà de persones que vivien en cada família era de 3,18.
Per edats la població es repartia de la següent manera: un 29,4% tenia menys de 18 anys, un 8,9% entre 18 i 24, un 26,7% entre 25 i 44, un 19% de 45 a 60 i un 16,2% 65 anys o més.
L'edat mediana era de 35 anys. Per cada 100 dones de 18 o més anys hi havia 85,4 homes.
La renda mediana per habitatge era de 24.938 $ i la renda mediana per família de 34.375 $. Els homes tenien una renda mediana de 31.328 $ mentre que les dones 17.381 $. La renda per capita de la població era de 13.138 $. Aproximadament el 17,1% de les famílies i el 21,7% de la població estaven per davall del llindar de pobresa.

## Poblacions més properes
El següent diagrama mostra les poblacions més properes.